# Holtun
Holtun, chiamato inizialmente La Maquina, è un sito archeologico della civiltà Maya situato nel dipartimento di Petén nel Guatemala settentrionale. La città ebbe un lungo periodo di occupazione dal Medio Preclassico al Tardo Classico. Il sito venne scoperto negli anni 90 a causa di attività di razziatori avvistati e segnalati alle autorità.

## Luogo
Il sito era chiamato La Maquina ma venne rinominato in Holtun da Agustín Estrada Monroy, il direttore generale del Patrimonio General Cultural y Natural. Il nuovo nome deriva dalla lingua locale Maya e significa "testa di pietra". La terra che circonda il sito è stata deforestata e ora viene usata per coltivare il mais, i fagioli e altro, con la proprietà divisa tra il comune e i privati.
Le rovine sono vicine ad altri centri. Tikal si trova 35 km a nord ovest, Yaxhá a 12,3 km a nord, e Naranjo a 25 km a nord. Si trovano sulla cima di una collina a un'altezza di 300 metri e confinano a sud, est e ovest con dei ruscelli stagionali.

## Storia
Il sito venne occupato dal Medio Preclassico fino al Tardo Classico.

### Storia moderna
Holtun venne scoperta ufficialmente nel febbraio 1994, quando l'istituto di antropologia e storia venne informato delle razzie che stavano avvenendo in una zona sconosciuta tra Flores e Melchor de Mencos. Gli archeologi arrivarono 6-8 mesi dopo le ultime razzie, trovando molte strutture danneggiate.

## Descrizione
Nel sito vi sono 115 strutture distribuite lungo un asse nord-sud con sei gruppi architetturali. I quattro gruppi principali si trovano in cima a delle colline, con altri due gruppi in zone più basse e secche che non vengono affette dalle inondazioni stagionali.